# Отахонов, Фозилжон Хайдарович
Отахонов Фозилжон Хайдарович (узб. Otaxonov Foziljon Xaydarovich; родился 18 апреля 1959 года в городе Яйпан Ферганской области Узбекистана) — узбекский правовед, основоположник науки «юридическая служба», доктор юридических наук, профессор, директор Института проблем законодательства и парламентских исследований при Олий Мажлисе Республики Узбекистан.

## Биография

### Период обучения
- В 1976 году окончил среднюю школу № 1 имени Карла Маркса Узбекистанского района с золотой медалью.
- 1976—1981 — учился на юридическом факультете Ташкентского государственного университета и окончил его с отличием.
- 1984—1987 гг. — аспирант заочного отделения Института философии и права имени Ибрагима Муминова Академии наук Узбекистана.

## Трудовая деятельность
- В 1974 году начал трудовую деятельность рабочим в колхозе «Ганиабад» Узбекистанского района Ферганской области и работал в этой должности с 1974 по 1976 годы (до поступления в университет).
- В период с 1981 по 1988 годы — старший арбитр Юридического отдела Министерства заготовок Республики Узбекистан;
- С 1988 по 1996 годы — Начальник Юридического отдела Министерства хлебопродуктов Республики Узбекистан — главный арбитр, директор юридической фирмы «Калкон» (Щит) при государственном концерне «Уздонмахсулот» (Узхлебопродукт), помощник по юридическим вопросам председателя государственно-акционерной корпорации «Уздонмахсулот»;
- С 1996 по 1997 годы — судья Высшего хозяйственного суда Республики Узбекистан;
- С 1997 по 2004 годы — председатель Хозяйственного суда города Ташкента;
- С 2004 по 2005 годы — заместитель председателя Торгово-промышленной палаты Республики Узбекистан;
- С 2005 по 2006 годы — заместитель Государственного советника Президента Республики Узбекистан, директор Института мониторинга действующего законодательства при Президенте Республики Узбекистан, главный редактор журнала «Фуқаролик жамияти» (Гражданское общество);
- С 2006 по 2007 годы — Министр юстиции Республики Узбекистан;[1][2];
- С 2007 по 2011 годы — ведущий научный сотрудник Института философии и права Академии наук Узбекистана, руководитель гранта;
- С 2010 по 2018 годы — заместитель председателя Третейского суда при Торгово-промышленной палате Республики Узбекистан;
- С 2011 по 2012 годы — Директор юридического департамента ОАКБ «Капиталбанк», член правления банка;
- С 2011—2022 годы — Председатель Международного коммерческого арбитражного (третейского) суда при Торгово-промышленной палате Республики Узбекистан (по совместительству);
- С 2018 по 2019 годы — советник председателя Совета АКБ «Капиталбанк»;
- С 2018 по 2021 годы — председатель Третейского суда при Торгово-промышленной палате Республики Узбекистан (по совместительству)[3].

## Государственные и иные награды
- 2002 год – Орден «Дустлик» (Дружба).
- 1992 год – Памятный знак «Мустакиллик» (Независимость).
- 2006 год – Памятный знак «Узбекистон мустакиллигига 15 йил» (Независимости Узбекистана — 15 лет).
- 2021 год – Памятный знак «Узбекистон мустакиллигига 30 йил» (Независимости Узбекистана — 30 лет).
- 2022 год – Памятный знак «Узбекистон адлия вазирлигига 30 йил» (30 лет Министерству юстиции Республики Узбекистан).